# Voie de fait en droit administratif français
Pour un article plus général, voir Voie de fait.
La voie de fait, en droit administratif français, correspond à une mesure ou une action gravement illégale de l'administration, qui porte une atteinte grave à une liberté individuelle ou conduit à une extinction du droit de propriété (Cf : Tribunal des conflits, 17 juin 2013, Bergoend c./ Société ERDF Annecy Léman).
La théorie de la voie de fait est d'origine jurisprudentielle. Elle protège des droits des administrés en ce qu'elle entraîne pour l'Administration la perte de la majeure partie de ses privilèges traditionnels.

## Caractéristiques de la voie de fait
Il y a voie de fait si l'administration accomplit un acte matériel représentant une irrégularité manifeste :
- soit parce qu'elle exécute une décision ne se rattachant pas à un pouvoir qui lui appartient (comme une décision grossièrement illégale, ou déjà annulée auparavant par une juridiction) ; on parle alors de voie de fait par manque de droit ;
- soit parce qu'elle exécute selon une procédure grossièrement illégale une décision même légale ; on parle alors de voie de fait par manque de procédure.

Cet agissement doit porter atteinte grave à une liberté individuelle ou conduire à l'extinction du droit à la propriété mobilière ou immobilière.
Les juges judiciaires deviennent alors compétents pour connaître de cette irrégularité, à titre exclusif en matière d'action en responsabilité, et concurremment avec les juges administratifs pour prononcer l'annulation de l'acte.

## Jurisprudence
- Tribunal des conflits, 2 décembre 1902, Société immobilière de Saint-Just
- Tribunal des conflits, 8 avril 1935, Action française[1]
- Conseil d'État, 18 novembre 1949 Carlier[2]
- Tribunal des Conflits, 9 juin 1986, Eucat
- Tribunal des Conflits, 12 mai 1997, Préfet de Police de Paris c. Tribunal de Grande Instance de Paris
- Tribunal des Conflits, 17 juin 2013, Bergoend

## Évolution du régime de la voie de fait
Cette théorie est aujourd'hui « une des constructions jurisprudentielles les plus controversées du droit administratif français » selon Damien Thierry, « outil utile mais d'un maniement délicat ». Une partie importante de la doctrine la remet en cause : ce serait, pour le professeur René Chapus, « la folle du logis, présente là où on l'attend le moins, et perturbatrice au-delà de l'acceptable », et feraient que « les victimes de l'arbitraire ploient sous le poids de traditions devenues anachroniques ».
Notamment, la loi du 30 juin 2000 relative au référé devant les juridictions administratives modifie les règles relatives à la voie de fait, en créant auprès des tribunaux administratifs un référé « liberté fondamentale », qui pouvait être en concurrence avec la théorie de la voie de fait.
En effet, la voie de fait et le référé liberté fondamentale trouvent tous deux application dans le cas d'une atteinte grave et manifestement illégale.
Toutefois, ils ont des champs d'applications différents : 
- Quant aux droits en jeu : l'atteinte au droit de propriété, qui est visée dans le cadre de la voie de fait, ne l'est pas expressément en matière de référé-liberté. Cette possible différence n'en est plus une depuis que le Conseil d'État a qualifié le droit de propriété de "liberté fondamentale" au sens de la loi du 30 juin 2000[6].
- Quant à l'urgence : le référé-liberté suppose de démontrer l'urgence, alors que l'application de la théorie de la voie de fait ne dépend pas de cette preuve. Cette différence est à relativiser : la violation des droits fondamentaux par une voie de fait va généralement entraîner des dommages graves et irréversibles, ce dont il résulte nécessairement l'urgence à faire cesser l'atteinte. Ainsi, en pratique, le juge naturel de la voie de fait est le juge civil des référés (l'atteinte étant par ailleurs manifestement illégale, nulle contestation sérieuse ne peut être soulevée)
- Quant à la cause de l'atteinte : la véritable différence entre les deux mécanismes réside dans la cause de l'atteinte. Par le jeu des règles de compétence respective de l'ordre judiciaire et administratif, le référé-liberté n'est pas applicable en matière de voie de fait. La voie de fait étant constituée par une décision manifestement illégale "insusceptible de se rattacher à un pouvoir de l'administration", on a laissé au référé liberté le soin de suspendre les décisions "susceptibles de se rattacher à un pouvoir de l'administration". Ce critère est assez dur à saisir, ce d'autant que sa définition est changeante. Selon une conception restrictive, il y a voie de fait si l'atteinte est causée par l'utilisation d'un pouvoir dont l'Administration, au sens large du terme, ne dispose pas. Selon une acception plus large de la théorie, l'appréciation se fait au regard des pouvoirs dont l'organe administratif au centre du litige dispose. La jurisprudence récente semble désormais se porter sur la deuxième définition[7] après s'être portée sur la première[8].

### Documentation externe

#### Texte juridique
- Loi n°2000-597 du 30 juin 2000 relative au référé devant les juridictions administratives

#### Ouvrages
- Marceau Long, Prosper Weil, Guy Braibant, Pierre Delvolvé et Bruno Denevois, Les grands arrêts de la jurisprudence administrative, Paris, Dalloz-Sirey, coll. « Grands arrêts », 1er septembre 2005, 15e éd., 974 p. (ISBN 978-2-247-06121-1, OCLC 469914587), Action française (no 49), p. 301
- Pierre-Laurent Frier et Jacques Petit, Précis de droit administratif [détail des éditions]

#### Articles de revues
- Damien Thierry, « La jurisprudence Eucat dix ans après : sa portée sur la théorie de la voie de fait », Revue française de droit administratif,‎ 1997, p. 524 (ISSN 0763-1219)